# Rindby

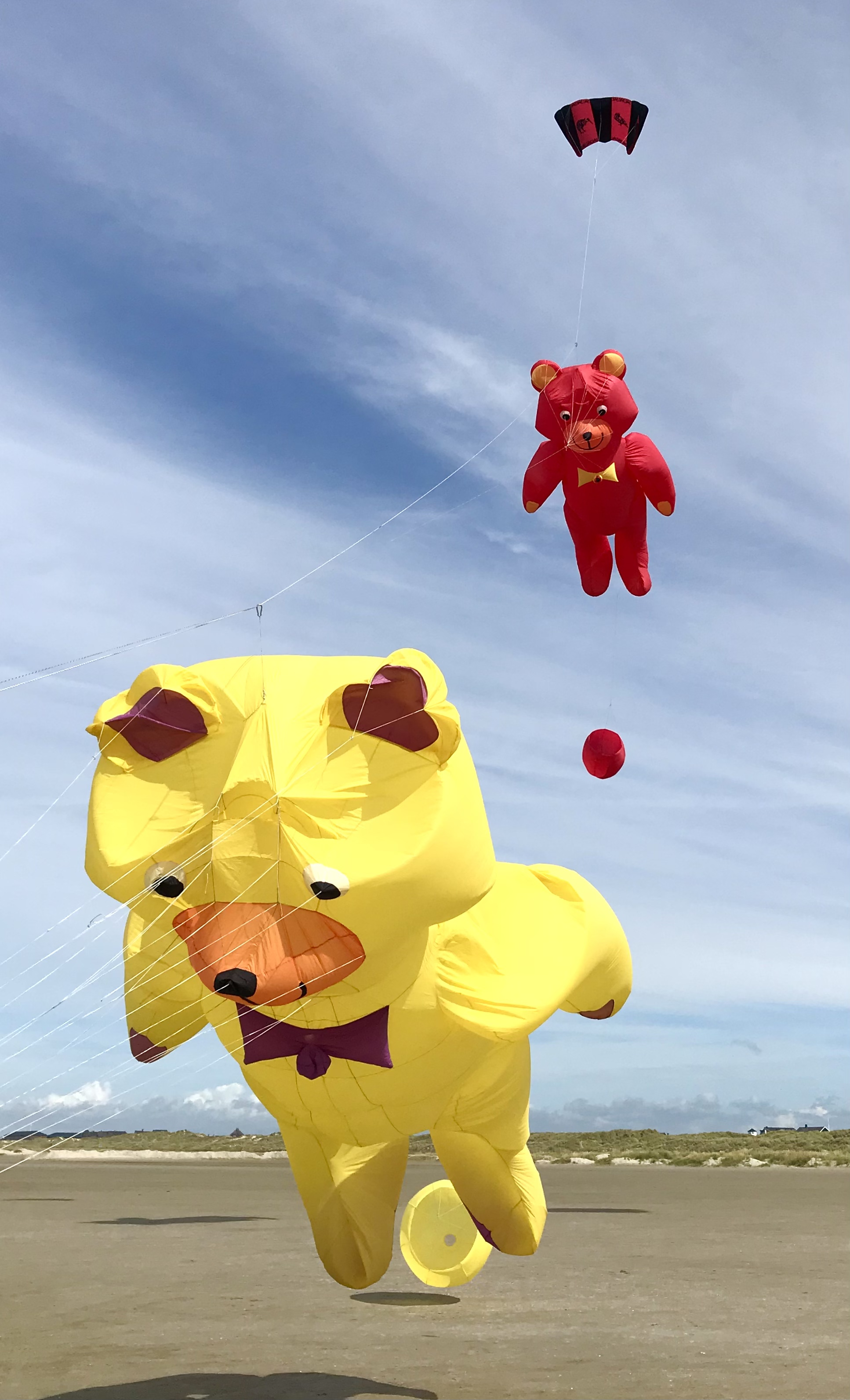
Drakar, Rindby Strand, Fanø, Danmark

Rindby är en dansk bebyggelse på Fanø vid Nordsjön i Sydjylland.
I Rindby låg Fanøs äldsta kyrka, vilken revs 1786, varvid byggnadsmaterialet användes för att uppföra Nordby Kirke. Rindbys kyrkogård med kapell från 1894 finns kvar.
Rindby Strand rymmer stora områden med sommarhus och flera campingplatser. Rindby Strand har, liksom Fanø Vesterhavsbad och Sønderho, tillfart för bilar till stranden. 

## Rindby Redningsstation
Rindby Redningsstation inrättades 1862 på Kikevejen 25 i Rindby strand som en båtstation av Det Nørrejydske Redningsvæsen. Den kompletterades med en raketapparat 1887. Rindbys sista räddningsbåt var roddräddningsbåt RRB 78 från 1932. Den såldes 1963 till Grønlandske Handel, varefter räddningsstationen fortsatte som enbart raketstation. Båthuset uppfördes 1862 och ombyggdes 1888.
Räddningsstationen lades helt ned 1975. Farvandsvæsenet hade båthuset, som stod på ofri grund, ute för försäljning till markägaren 1980. När detta misslyckades, var tanken att riva byggnaden. Föreningen Fannikerdagen köpte 1989/1990 till slut huset, vilket idag är ett byggnadsminne. Byggnaden är 12,64 meter lång och 6,00 meter bred. Den är murad i tegel, vilket vitkalkats, och är av så kallad normaltyp för danska räddningsbåthus med valmat tak, från 1888 belagt med skiffer. Det har strävpelare och en stor port på ena gavelsidan. Byggnaden används som lager och som museum.